# Cabra (Dublín)

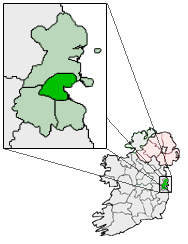
Ubicación de Cabra.

Cabra (Cabrach en irlandés) es un suburbio en el norte del término municipal de Dublín, Irlanda. Se encuentra unos 2 kilómetros al noroeste del centro de la ciudad.
Gran parte del suburbio fue construido en 1940, como un programa de vivienda pública por la Corporación de Dublín. Antes de su construcción, la zona abarcaba sobre todo campos a las afueras de la ciudad, en la comarca de Grangegorman. Muchas de las personas que se trasladaron al barrio vivían previamente en el centro de la ciudad.

## Personas ilustres
- Eleanor McEvoy
- Steve Collins
- Gene Kerrigan
- Sir Michael Gambon
- Angeline Ball
- Dickie Rock
- Sheamus